# سیارک ۸۰۱۳۵
سیارک ۸۰۱۳۵ (به انگلیسی: 80135 Zanzanini، نامگذاری:1999TA11)۸۰۱۳۵مین سیارک کشف شده‌است که در ۰۷ اکتبر ۱۹۹۹ کشف شد.